# Idioma luxemburgués
El luxemburgués (en luxemburgués: Lëtzebuergesch, pronunciación: /ˈletseˌbue̯ʁeʃ/ⓘ; en alemán: Luxemburgisch, pronunciación: /ˈlʊksm̩ˌbʊʁɡɪʃ/ⓘ; en francés: luxembourgeois, pronunciación: /lyk.sɑ̃.buʁ.ʒwa/ⓘ) es un idioma germánico occidental hablado en Luxemburgo. Fue adoptado como idioma oficial por ese Estado en 1984, y es hablado por el 66 % de la población (52 % de nativos y 14 % lo aprendió como segundo idioma). También lo hablan en pequeñas zonas de Bélgica, Francia y Alemania, además de algunos descendientes de inmigrantes luxemburgueses, en especial de Estados Unidos y Transilvania (Rumania). Hay unos 300 000 hablantes de luxemburgués en todo el mundo.

## Aspectos históricos, sociales y culturales

### Estado legal
Según la ley aprobada el 24 de febrero de 1984, la lengua nacional oficial en Luxemburgo es el luxemburgués, aunque los textos legales se redactan en francés y la lengua administrativa se puede elegir entre el luxemburgués, el francés y el alemán. No es considerada lengua oficial de la Unión Europea.
En Bélgica se reconoce como lengua regional en Valonia.

### Luxemburgués escrito
El luxemburgués utiliza el alfabeto latino con veintiséis letras y además é, ä, ë. Para algunos préstamos del alemán y del francés se utilizan letras propias de estos idiomas como: î (boîte), ê (enquête) y û (piqûre); ö (blöd), ü (Büro).

### Estandarización
Las propuestas de estandarización de la ortografía del luxemburgués pueden documentarse desde finales del siglo XIX, aunque la adopción del "OLO" (Ofizjel Letzebuurjer Ortografi) se produjo el 5 de junio de 1946. Esta ortografía, aunque no es oficial, proporcionó un sistema para que los hablantes de todas las variedades de luxemburgués pudieran transcribir las palabras según su pronunciación, rechazando ciertos usos de la ortografía alemana, como la utilización de "ä" y "ö", así como de la ortografía francesa.
fiireje, rééjelen, shwèzt, veinejer (en alemán vorigen, Regeln, schwätzt, weniger)
bültê, âprê, Shaarel, ssistém (en francés bulletin, emprunt, Charles, système)
En el año 2019 se presentó una nueva reforma ortográfica del luxemburgués.

### Influencias
El luxemburgués escrito muestra frecuentemente una clara influencia del alto alemán en la sintaxis y los modismos. El luxemburgués todavía depende mucho de la norma gramatical alemana. Algunas palabras difieren del alemán estándar, pero tienen equivalentes en algunos dialectos del alemán. Un ejemplo sería la palabra patata, que en luxemburgués es Gromper, pero que en francés es pomme de terre y en alemán, Kartoffel.
Otras palabras son exclusivas del luxemburgués, por ejemplo, la palabra "fósforo", o "cerilla", que es Fixfeier. El alemán actual se llama "Däitsch" o "Preisësch" (prusiano). Su uso más corriente es en la prensa y en la escuela.

## Descripción lingüística

### Familia lingüística
El luxemburgués pertenece al grupo de lenguas altogermánicas, como el alemán estándar, es decir, son lenguas estrechamente relacionadas aunque históricamente diferentes. El luxemburgués toma muchas palabras del francés, por ejemplo, conductor de autobuses es chauffeur de bus en francés y Buschauffeur en luxemburgués, mientras que en alemán es Busfahrer. Es relativamente fácil para un alemán entender a un hablante de luxemburgués, pero mucho más complicado intentar hablarlo por su influencia francesa.

### Algunas frases
- Jo. Sí.   (Ja en alemán y neerlandés)
- Nee. No. (Nein en alemán, Nee en neerlandés)
- Villäicht. Quizás.  (Vielleicht en alemán)
- Moien. Hola.      (Moin en alemán del norte, Hallo en neerlandés)
- Äddi. Adiós.      (Adieu en francés)
- Merci. Gracias.   (Merci en francés)
- Watgelift? o Ëntschëllegt? Wéiglift?¿Perdón?  (Entschuldigung en alemán)
- Schwätzt dier Spuenesch/Franséisch/Englesch/Däitsch? ¿Habla Ud. español/francés/inglés/alemán? (Sprechen Sie Spanisch/Französisch/Englisch/Deutsch? en alemán)

## Traducciones español-luxemburgués
- La Carta de Colón (Dem Kolumbus säi Bréif). Traductor Raoul van Gertz, filólogo y traductor del Parlamento europeo.
- La Biblia RV1960 (D'Bibel RV1960). Traductor S.Palmer basado en herramientas de traducción tecnológicas.[2]